# Questioni linguistiche relative all'euro
Il nome "euro" fu adottato dal Consiglio europeo di Madrid del 1995 per rimpiazzare la sigla ECU (dall'acronimo inglese European Currency Unit, o "Unità di conto europea"), sino a quel momento utilizzata nei trattati e che dal 1978 indicava una valuta scritturale di uso interbancario. Il nome doveva essere semplice, unico e invariabile.

## Terminologia
È probabile che tale denominazione derivi dall'uso, invalso negli ambienti finanziari britannici, di riferirsi alla vecchia moneta scritturale con l'espressione Euro-currency, dove Euro sta per european: si tratterebbe dunque di un anglicismo, anche se in Italia viene percepito come un accorciamento, in analogia con altre parole che, con composizione neoclassica, usano il confisso euro-, tratto da Europa (europarlamentare, eurovisione ecc.).
Il nome è scritto anche negli altri alfabeti. Di conseguenza nell'alfabeto greco, viene scritto ΕΥΡΩ e nell'alfabeto cirillico, in uso in Bulgaria, verrà scritto ЕВРО. Molti paesi hanno deciso di usare normalmente il plurale o il partitivo del nome, anche se sulla cartamoneta il sostantivo "euro", chiaramente mostri che il sostantivo non dovrebbe conoscere plurale.
La denominazione ecu, acronimo dell'espressione inglese European Currency Unit, indicata nell'articolo 3a del trattato di Maastricht, fu scartata per diverse ragioni linguistiche: in francese (écu) vuol dire scudo, che era un'antica moneta della Francia. Ci fu poi il "problema della vacca tedesca": i tedeschi avrebbero dovuto chiamare un ecu ein Ecu, che suona come eine Kuh, cioè, appunto, una mucca.

## Pronuncia e declinazione
In italiano la parola "euro" (AFI: /ˈɛuro/) viene ufficialmente usata sia per il singolare che per il plurale, mentre per i centesimi la parola ufficiale è "cent", anche se "centesimo" è consentito, e risulta molto più diffuso.
| Le parole "euro" e "cent" nelle lingue ufficiali dell'UE-27 |                    |                         |                     |                           |
| Lingua                                                      | una unità          | molte unità             | singolare           | plurale                   |
| Italiano                                                    | 1 euro 1 centesimo | 100 euro 100 centesimi  | l'euro il centesimo | gli euro i centesimi      |
| Bulgaro                                                     | 1 евро 1 цент      | 100 евро 100 цента      | еврото центът       | евро цента                |
| Ceco                                                        | 1 euro 1 cent      | 100 eur 100 centů       | euro cent           | eura centy                |
| Croato                                                      | 1 euro 1 cent      | 100 eura 100 centa      | euro cent           | eura centi                |
| Danese                                                      | 1 euro 1 cent      | 100 euro 100 cent       | euroen centen       | euroene centene           |
| Estone                                                      | 1 euro 1 sent      | 100 eurot 100 senti     | euro sent           | eurod sendid              |
| Finlandese                                                  | 1 euro 1 sentti    | 100 euroa 100 senttiä   | euro sentti         | eurot sentit              |
| Francese                                                    | 1 euro 1 centime   | 100 euros 100 centimes  | l'euro le centime   | les euros les centimes    |
| Greco                                                       | 1 ευρώ 1 λεπτό     | 100 ευρώ 100 λεπτά      | το ευρώ το λεπτό    | τα ευρώ τα λεπτά          |
| Inglese                                                     | 1 euro 1 cent      | 100 euros 100 cents     | the euro the cent   | the euro the cent         |
| Irlandese                                                   | 1 eoró 1 ceint     | 100 eoró 100 ceinteanna | an eoró an ceint    | na heorónna na ceinteanna |
| Lettone                                                     | 1 eiro 1 cents     | 100 eiro 100 centi      | eiro cents          | eiro centi                |
| Lituano                                                     | 1 euras 1 centas   | 100 eurų 100 centų      | euras centas        | eurai centai              |
| Olandese                                                    | 1 euro 1 cent      | 100 euro 100 cent       | de euro de cent     | de euro's de centen       |
| Polacco                                                     | 1 euro 1 cent      | 100 euro 100 centów     | euro cent           | euro centy                |
| Portoghese                                                  | 1 euro 1 cêntimo   | 100 euros 100 cêntimos  | o euro o cêntimo    | os euros os cêntimos      |
| Romeno                                                      | 1 euro 1 cent      | 100 euro 100 cenți      | euro cent           | euro cenți                |
| Slovacco                                                    | 1 euro 1 cent      | 100 eur 100 centov      | euro cent           | eurá centy                |
| Sloveno                                                     | 1 evro 1 cent      | 100 evrov 100 centov    | evro cent           | evri centi                |
| Spagnolo                                                    | 1 euro 1 céntimo   | 100 euros 100 céntimos  | el euro el céntimo  | los euros los céntimos    |
| Svedese                                                     | 1 euro 1 cent      | 100 euro 100 cent       | euron centen        | eurorna centen            |
| Tedesco                                                     | 1 Euro 1 Cent      | 100 Euro 100 Cent       | der Euro der Cent   | die Euro die Cent         |
| Ungherese                                                   | 1 euró 1 cent      | 100 euró 100 cent       | az euró a cent      | az eurók a centek         |

Tuttavia, in molti stati si utilizzano forme alternative, specialmente nel caso degli (euro)cent(s): in Italia si dice correntemente centesimo/centesimi (anche se ufficialmente è "cent"), in Francia centime(s), in Spagna céntimo(s) e in Portogallo cêntimo(s) o centavo(s) come si usava con le precedenti valute, almeno prima che i centesimi perdessero valore e venissero quindi ritirati.
Un caso particolare è l'Irlanda, dove le parole euro e cent sono usate in gaelico irlandese come prestiti stranieri senza cambiamenti ortografici o di pronuncia, risultando così esclusi dal naturale cambiamento di pronuncia dopo i numeri. Il nome maschile eoró (plurale eorónna) è stato coniato dalla parola Eoraip ("Europa"), e ceint (plurale ceinteanna) si trova nel vocabolario irlandese almeno dal 1959 con il significato, appunto, di "centesimo". Le parole eoró e ceint sono attestate nella stampa, ma i prestiti stranieri sono di gran lunga più frequenti, in assenza di una normativa di pianificazione linguistica.

## Nel Parlamento italiano
In Italia, la questione del plurale era emersa in fase di varo della nuova moneta. I decreti legge n. 350 e n. 351 del 25 settembre 2001 contenevano valori in "euri" (al plurale) ma, in sede di conversione in legge, essi divennero in "euro" (Gazzetta Ufficiale n.274 del 24/11/2001), dando seguito all'orientamento prevalente dell'Accademia della Crusca, per la quale la parola "euro" è da considerare un termine invariabile.
Alcuni linguisti si erano però dichiarati favorevoli al plurale "euri". Della questione si fece quindi carico il senatore Renzo Gubert l'anno dopo, presentando un emendamento a tale scopo alla legge finanziaria: su richiesta del Governo, che aveva espresso parere contrario, tale proposta fu però bocciata dall'Assemblea di palazzo Madama. 
Nel linguaggio corrente non si registra l'uso del plurale "euri", mentre è di uso comune il termine "centesimi", contemplato dalle direttive europee.